# Kazimierz Pochwalski
Kazimierz Pochwalski (Cracóvia, 25 de dezembro de 1855 - Cracóvia, 7 de Setembro de 1940) foi um pintor polonês conhecido por seus retratos. Foi professor da Academia de Belas-Artes de Viena e membro da Secessão de Viena.